# Confusion Is Sex
Confusion Is Sex — дебютный студийный альбом группы Sonic Youth, записанный с продюсером Уортоном Тайерсом и вышедший на лейбле Гленна Бранки Neutral Records в 1983 г. В 1995 г. был издан заново фирмой DGC на одном диске с EP Kill Yr. Idols, вышедшим в тот же год, что и Confusion Is Sex, и первоначально предназначавшимся для распространения только в Германии. На обложке пластинки — подготовительные наброски для портрета Тёрстона Мура, сделанные Ким Гордон. Позднее это изображение нередко использовалось для концертных постеров в первые годы карьеры Sonic Youth.

## Об альбоме
Музыкально альбом выдержан в рамках No Wave/нойз-рока; во многих песнях задействованы нестандартно настроенные или препарированные гитары, дающие своеобразное звучание, заставляющее вспомнить о колоколах или бьющих часах — фирменный прием Sonic Youth, заимствованный ими у Гленна Бранки и особенно активно применявшийся ими на ранних работах. Вместе с Sonic Youth над его записью работал Джим Склавунос, барабанщик из Teenage Jesus & The Jerks, сотрудничавший с коллективом относительно недолгое время (с ним записаны все песни с пластинки, за исключением включенного на диск концертного кавера на «I Wanna Be Your Dog» The Stooges и композиции «Making The Nature Scene» — в них представлен Боб Берт, первый постоянный ударник Sonic Youth). Кроме того, Confusion Is Sex стал единственным альбомом Sonic Youth, на котором Ли Ранальдо играет на бас-гитаре (в композиции «Protect Me You»). Автором текста к песне «The World Looks Red» был Майкл Джира, лидер No Wave/индастриал-группы Swans.

## Список композиций

### Оригинальное издание 1983 года
1. «(She’s In A) Bad Mood» — 5:36
2. «Protect Me You» — 5:28
3. «Freezer Burn/I Wanna Be Your Dog» — 3:39
4. «Shaking Hell» — 4:06
5. «Inhuman» — 4:06
6. «The World Looks Red» — 2:43
7. «Confusion Is Next» — 3:28
8. «Making The Nature Scene» — 3:01
9. «Lee Is Free» — 3:37

### Переиздание 1995 года
Содержит мини-альбом Kill Yr Idols
1. «(She’s in a) Bad Mood» — 5:36
2. «Protect Me You» — 5:28
3. «Freezer Burn/I Wanna Be Your Dog» — 3:39
4. «Shaking Hell» — 4:06
5. «Inhuman» — 4:06
6. «The World Looks Red» — 2:43
7. «Confusion Is Next» — 3:28
8. «Making the Nature Scene» — 3:01
9. «Lee Is Free» — 3:37
10. «Kill Yr. Idols» — 2:51
11. «Brother James» — 3:17
12. «Early American» — 6:07
13. «Shaking Hell (Live)» — 3:15